# Onga
Onga è un comune dell'Ungheria di 4.851 abitanti (dati 2001) . È situato nella contea di Borsod-Abaúj-Zemplén.